# Edilberto Righi
Edilberto Luis Righi fue un arquero de Banfield, entre otros equipos, donde se destacó por su capacidad para atajar disparos.

## Biografía

### Newell's Old Boys
Righi ingresó a las inferiores de Newell's Old Boys en 1952. Debutó en la primera en 1955, ante San Lorenzo. Jugó 49 partidos en total, alternando con otros arqueros.

### Banfield
Valentín Suárez lo fue a buscar al club de Rosario y lo llevó al sur, donde debutó el 19 de marzo de 1960 ante Unión de Santa Fe.
Al principio no podía desempeñarse bien porque al no tener un alojamiento fijo en Buenos Aires, no podía entrenar bien. Pero una vez que se consolidó, permaneció en el arco del Taladro durante 10 años. Gracias a sus buenas actuaciones pudo jugar 3 partidos para la selección nacional.
Fue el único arquero argentino que le pudo contener un penal al infalible Rafael Albrecht de San Lorenzo, jugando para Banfield de visitante un partido nocturno.

### Colombia
Luego de jugar en Banfield, pasó a Colombia, donde integró los planteles de Deportivo Cali, Independiente Medellín, América de Cali y Deportivo Pereira

### Como jugador
| Club                   | País      | Año       | PJ  |
| ---------------------- | --------- | --------- | --- |
| Newell's Old Boys      | Argentina | 1955-1959 | 49  |
| Banfield               | Argentina | 1960-1969 | 295 |
| Deportivo Cali         | Colombia  | 1970-1971 | ND  |
| Independiente Medellín | Colombia  | 1972      | ND  |
| América de Cali        | Colombia  | 1973-1974 | ND  |
| Deportivo Pereira      | Colombia  | 1975      | ND  |

## Palmarés

### Campeonatos nacionales
| Título           | Club           | País     | Año  |
| ---------------- | -------------- | -------- | ---- |
| Primera División | Deportivo Cali | Colombia | 1970 |

### Copas internacionales
| Título               | Club                | País   | Año  |
| -------------------- | ------------------- | ------ | ---- |
| Copa de las Naciones | Selección Argentina | Brasil | 1964 |